# Gottfried John
Pour les articles homonymes, voir John.
 (septembre 2014).
Si vous disposez d'ouvrages ou d'articles de référence ou si vous connaissez des sites web de qualité traitant du thème abordé ici, merci de compléter l'article en donnant les références utiles à sa vérifiabilité et en les liant à la section « Notes et références ».
Gottfried John est un acteur allemand, né le 29 août 1942 à Berlin et mort le 1er septembre 2014 à Utting.

## Biographie

### Jeunesse et études
Gottfried John naît le 29 août 1942 à Berlin en Allemagne, de père inconnu. Il grandit dans des foyers pour enfants lorsque le droit de garde est retiré à sa mère. Il vit par la suite avec elle de 1960 à 1962 à Paris, puis à Berlin.

### Carrière
Gottfried John suit des cours d’art dramatique auprès de Marlise Ludwig et fait ses débuts sur scène au théâtre Schiller de Berlin. En 1963, il joue au théâtre Landesbühne de Hanovre, puis en 1965 à Krefeld, et  Heidelberg.
Il décroche son premier rôle principal au cinéma en 1971 dans un Heimatfilm tourné pour la télévision, Jaider – der einsame Jäger. Il travaille ensuite à plusieurs reprises avec Rainer Werner Fassbinder. En 1982, il incarne le missionnaire espagnol, critique de la politique coloniale et défenseur des droits de l’Homme, Bartolomé de las Casas dans le film de Eberhard Itzenplitz, Die Rückkehr der weißen Götter.
En 1981, il fait une première apparition dans un des films de la saga James Bond, Rien que pour vos yeux, dans lequel il joue l'un des deux tueurs qui poursuivent James Bond après le tremplin de saut à ski. Mais c'est en 1995 qu'il acquiert une renommée internationale en incarnant le général Ourumov dans GoldenEye.
Un an plus tard, il joue dans Le Roi des Aulnes de Volker Schlöndorff, aux côtés de John Malkovich, Marianne Sägebrecht et Simon McBurney. Il tient aussi un rôle de premier plan dans l'adaptation télévisée en 14 épisodes du roman d’Alfred Döblin Berlin Alexanderplatz par Rainer Werner Fassbinder.
En 2000, il incarne Erich Kessler dans L'Échange avec Meg Ryan et Russell Crowe.
Il reçoit en 2000 le Bayerischer Filmpreis du meilleur acteur dans un second rôle pour son rôle de Jules César dans Astérix et Obélix contre César de Claude Zidi.
En août 2006, il incarne Jonathan Jeremiah Peachum dans L'Opéra de quat'sous de Bertolt Brecht mis en scène de Klaus Maria Brandauer sur la scène du Admiralspalast de Berlin.

### Mort
Gottfried John meurt d'un cancer le 1er septembre 2014 à l'âge de 72 ans, à Utting, en (Allemagne).

## Filmographie

### Cinéma
- 1962 : Café Oriental
- 1971 : Jaider, der einsame Jäger : Jaider
- 1971 : Carlos (en) : Carlos
- 1975 : Maman Küsters s'en va au ciel (Mutter Küsters Fahrt zum Himmel) de Rainer Werner Fassbinder : Niemeyer
- 1978 : Despair de Rainer Werner Fassbinder : Perebrodov
- 1978 : Fedora de Billy Wilder : Kritos
- 1978 : L'Année des treize lunes (In einem Jahr mit 13 Monden) de Rainer Werner Fassbinder : Anton Saitz
- 1979 : Le Mariage de Maria Braun (Die Ehe der Maria Braun) de Rainer Werner Fassbinder : Willi Klenze
- 1981 : Lili Marleen de Rainer Werner Fassbinder : Aaron
- 1981 : Rien que pour vos yeux (For Your Eyes Only) de John Glen : Un des poursuivants de Bond
- 1983 : Ente oder Trente
- 1984 : Super : Hilpert
- 1985 : Mata Hari de Curtis Harrington : Wolff
- 1985 : Die Mitläufer
- 1985 : Otto – Der Film : Sonnemann
- 1986 : Chinese Boxes : Zwemmer
- 1988 : Schön war die Zeit : Franz Bauer
- 1990 : Les Ailes de la renommée (Wings of Fame) d'Otakar Votocek : Zlatogorski
- 1991 : Ich schenk dir die Sterne : Robert Dallburg
- 1992 : Die Zeit danach
- 1992 : Die Verfehlung : Jacob Alain
- 1995 : Institut Benjamenta (Ce qu'on appelle la vie humaine) (Institute Benjamenta, or This Dream People Call Human Life) : Herr Benjamenta
- 1995 : GoldenEye de Martin Campbell : le général Arkady Ourumov, commandant des Forces spatiales russes
- 1996 : Le Roi des Aulnes (Der Unhold) de Volker Schlöndorff : Chef Forrester
- 1998 : ¿Bin ich schön? : Herbert
- 1999 : Astérix et Obélix contre César de Claude Zidi :  Jules César
- 2000 : L'Échange (Proof of Life) de Taylor Hackford : Eric Kessler
- 2002 : Nancy & Frank - A Manhattan Love Story : Paul von Bernwarth
- 2003 : Sams in Gefahr : Schulrat
- 2004 : Cowgirl : Hans Krahl
- 2005 : L'Accordeur de tremblements de terre (The Piano Tuner of Earthquakes) des frères Quay : Dr. Emmanuel Droz
- 2009 : John Rabe, le juste de Nankin (John Rabe) de Florian Gallenberger : Trautmann
- 2013 : Rouge rubis (Rubinrot) de Felix Fuchssteiner : Docteur White

### Télévision
- 1972 : Huit heures ne font pas un jour (Acht Stunden sind kein Tag) de Rainer Werner Fassbinder : Jochen
- 1973 : Le Monde sur le fil (Welt am Draht) de Rainer Werner Fassbinder : Einstein
- 1976 : Inspecteur Derrick, épisode Un truc super (3.11) : Eduard Krummbach
- 1977 : Die Ratten : Bruno Mechelke
- 1977 : Edwards Film
- 1978 : Marija
- 1978 : 1982: Gutenbach : Peter Kessel
- 1979 : Wo die Liebe hinfällt
- 1979 : Theodor Chindler - Die Geschichte einer deutschen Familie : Clemens Koch
- 1979 : Die Große Flatter : Herr Adam
- 1980 : Reiseabrechnung
- 1980 : Berlin Alexanderplatz (Berlin Alexanderplatz) de Rainer Werner Fassbinder : Reinhold Hoffmann
- 1985 : Un cas pour deux, épisode Otages (5.3) : Hans Beckers
- 1985 : Bartolome oder Die Rückkehr der weißen Götter : Bartolome
- 1986 : Pattbergs Erbe
- 1986 : Of Pure Blood : Paul Bergmann
- 1987 : Verworrene Bilanzen : Karl M. Kronen
- 1988 : Game, Set, and Match (série) : Erich Stinnes
- 1990 : Détective Gentleman (série)
- 1990 : Mort à Palerme (La Piovra 5 - Il cuore del problema) : Frate Gillo
- 1990 : Death Has a Bad Reputation
- 1990 : Le Complot du renard (Night of the Fox) : Hofer
- 1993 : Échec et mat (Colpo di coda) : Pierre
- 1993 : Space Rangers (en) (série) : Erich Weiss
- 1994 : Tödliches Netz : Commissaire Max Beckmann
- 1994 : Elfenbein : Nicholas Messier
- 1994 : Ein Letzter Wille : Paul Elling
- 1994 : Polizeiruf 110 - Arme Schweine
- 1994 : La Bible: Abraham (Abraham) : Eliezer
- 1995 : Die Falle : Hasso
- 1995 : Brüder auf Leben und Tod : Renato Calvi
- 1995 : Tatort - Der König kehrt zurück : Harry Mucher
- 1996 : Beckmann und Markowski - Im Zwiespalt der Gefühle : commissaire Beckmann
- 1996 : La Casa dove abitava Corinne : Michele Wolf
- 1998 : Glatteis : Kurt Wallmann
- 1998 : Die Fremde in meiner Brust : Richard Keller
- 1999 : Beckmann und Markowski - Gehetzt : Max Beckmann
- 1999 : Balzac de Josée Dayan : le comte Hanska
- 2000 : Teuflischer Engel : Henry Martens
- 2000 : Maria Maddalena : Erode Antipa
- 2002 : Der Solist - In eigener Sache : Krohn
- 2002 : Churchill, pour l'amour d'un empire (The Gathering Storm) : Friedrich von Schroder
- 2002 : Jules César (téléfilm, 2002) : Cicéron
- 2003 : Commissaire Brunetti, épisode Enquêtes à Venise : Carmello La Carpa
- 2003 : Daddy (Entrusted) : Thomas von Gall sen.
- 2003 : Imperium: Augustus : Cicero
- 2004 : Renzo e Lucia : Innominato
- 2004 : Die Schöne Braut in Schwarz : Aldo Caldini
- 2004 : Julie, chevalier de Maupin : Henri d'Armagnac
- 2006 : La Belle et le Pirate de Miguel Alexandre
- 2011 : Aghet : 1915, le génocide arménien (Aghet – Ein Völkermord) de Eric Friedler : le général Friedrich Kress von Kressenstein

## Distinctions

### Récompenses
- Hersfeld-Preis 1982
- Bayerischer Filmpreis 2000 : Meilleur acteur dans un second rôle pour Astérix et Obélix contre César